# Parmacelloidea
Parmacelloidea is een superfamilie van weekdieren uit de klasse van de Gastropoda (slakken).

## Taxonomie
De volgende taxa zijn in de superfamilie ingedeeld:
- Familie Parmacellidae P. Fischer, 1856 (1855)
- Familie Milacidae Ellis, 1926
- Familie Trigonochlamydidae Hesse, 1882
  - Onderfamilie Trigonochlamydinae Hesse,1882
    - = Selenochlamydinae I. M. Likharev & Wiktor, 1980

  - Onderfamilie Parmacellillinae Hesse, 1926